# Nevşehir (tartomány)
Nevşehir tartomány Törökország központi részén, Közép-Anatóliában helyezkedik el. Szomszédos tartományok: északnyugatról Kırşehir, délnyugatról Aksaray, délről Niğde, délkeletről Kayseri és északkeletről Yozgat. Az ősi Kappadókia is itt található, valamint Göreme Nemzeti Park, amit a „barlangtemplomok völgyének” is neveznek.

## Közigazgatás
Nyolc körzetre (ilcse) oszlik: Acıgöl, Avanos, Derinkuyu, Gülşehir, Hacıbektaş, Kozaklı, Nevşehir, Ürgüp.

## Történelem
A tartomány híres szülötte Damat İbrahim Paşa, aki III. Ahmed szultán nagyvezírjeként 1726-27 között medreszét, dzsámit, karavánszerájt, fürdőt, könyvtárat, közkonyhát építtetett.

## Földrajz
Közép-Anatólia legkopárabb, legszárazabb vidéke ez, erdők nincsenek, a növénytakaró elenyésző. A tartomány közepén keletről nyugatra áthaladó Kızılırmak folyó vízhozama is kevés az öntözéses gazdálkodáshoz.

## Közlekedés
A tartomány területét nem érinti vasútvonal, s repülőtér sincs. A tartományi székhely, Nevşehir Ankarától való közúti távolsága – Aksarayon keresztül – 298 km.

## Látnivalók
- Avanos: híres a fazekasipar, kb. 300 műhellyel, szőnyegszövés
- Avcılar, Zelve: a 10-15 méteres „tündéri kémények” (vulkáni képződmények)
- Çavuşin: egy omladékos, sziklás hegyoldalra épült falu, felette barlanglakások, valamint egy keresztény templom
- Derinkuyu: az 1963-ban véletlenül felfedezett föld alatti város
- Hacıbektaş: Hacı Bektaş dervisrend volt kolostora (ma: múzeum)
- Kaymakli: föld alatti városa
- Üçhisar: barlanglakások
- Ürgüp: a járási székhely alatt található barlangváros (nem védett)

## Külső hivatkozások
- Angol nyelvű információk a tartományról

Koordináták: é. sz. 38° 46′ 54″, k. h. 34° 41′ 17″38.781667°N 34.688056°E